# Orgue de l'Església de Sant Miquel (Llucmajor)
L'orgue de l'Església de Sant Miquel es troba a l'església parroquial de Sant Miquel de Llucmajor, municipi del Migjorn de l'illa de Mallorca. L'instrument està situat damunt el portal lateral de la dreta de l'església des de l'any 1912, en què fou traslladat a Llucmajor de l'església de Santa Eulàlia de Palma.

## Història
La construcció de l'actual església de Sant Miquel, començada el 1784, va esbucar l'anterior parròquia, que datava del segle XIV. És en aquesta parròquia on comença la història organística de Llucmajor, car en ella s'hi feu construir el 1414 un orgue, obra de l'orguener català Pere Granyera, que es té pel tercer orgue construït en tota l'illa, després dels del Palau de l'Almudaina (1313) i de la Seu (1330). El 1549, Gaspar Roig, un orguener també català i membre d'una família il·lustre en el camp de l'orgueneria, va intervenir l'antic instrument de la parròquia de Llucmajor restaurant-lo i ampliant-lo, com va fer amb altres orgues mallorquins. Es sap que el 1643, aquest orgue va tornar a ser reparat, tot i que no es coneix el nom de l'orguener responsable de la intervenció.
El 1670 es va decidir emprendre la construcció d'un orgue nou, i aquesta relosució l'acompanyà la de deixar de triar un organista anualment i la d'oferir, en canvi, la plaça d'organista definitivament per mitjà d'unes oposicions. L'orgue nou, va ser construït per la família d'orgueners Caimari, els mateixos responsables de l'orgue del Convent de Sant Bonaventura, també a Llucmajor i obrat a la mateixa època.
El 1912, a instància del Pare Miquel Cardell, Antoni Cardell renovà l'orgue de Sant Miquel fent dur des de Santa Eulàlia un orgue construït el 1804 per l'orguener suís Ludwig Scherrer, tot i que també es reutilitzaren tubs i parts de l'orgue anterior. Aquest nou orgue va ser parcialment restaurat per l'alemany Gerhard Grenzing l'any 1984, però per manca de pressupost la restauració hagué de quedar incompleta.

## Descripció
Es tracta d'un orgue amb 3 teclats de 51 notes. El Pedal té 12 botons amb acoblament permanent a l'Orgue Marjor, amb un joc de Contres tapades de 8' i transmissió neumàtica del Flautat 16' de l'Orgue Major. La seva afinació és La = 404. La disposició de la consola és la següent:
| Expressiu (primer teclat) | Orgue Major (segon teclat)  | Positiu (tercer teclat) |
| ------------------------- | --------------------------- | ----------------------- |
| Flautat                   | Flautat 16                  | Flautat                 |
| Violó                     | Flautat 8                   | Octava                  |
| Octava                    | Octava                      | Nasard                  |
| Ocarina                   | Quinzena                    | Octaví                  |
| Corneta                   | Ple                         | Corneta                 |
| Trompeta reial            | Ple                         |                         |
| Veu humana                | Ple                         |                         |
|                           | Gamba                       |                         |
|                           | Violó                       |                         |
|                           | Nasard 5ª                   |                         |
|                           | Nasard 12ª                  |                         |
|                           | Octaví                      |                         |
|                           | Nasard 17ª                  |                         |
|                           | Corneta Magna               |                         |
|                           | Cromon (sic)                |                         |
|                           | Trompa Batalla/Trompa Magna |                         |
|                           | Baixó/Trompa batalla        |                         |
|                           | Clarí 15ª/clarí alt         |                         |